# توکسپان، وراکروز
توکسپان (به اسپانیایی: Tuxpan) از شهرهای کشور مکزیک است که در ایالت وراکروز قرار دارد و جمعیت آن طبق سرشماری سال ۲۰۱۰ میلادی ۸۴٬۷۵۰ نفر بوده است.